# Clásica San Sebastián 1997
De 17de editie van de wielerwedstrijd Clásica San Sebastián werd gehouden op zaterdag 9 augustus 1997 in en rondom de Baskische stad San Sebastian, Spanje. De editie van 1997 ging over een afstand van 234 kilometer en was de zesde wedstrijd in de strijd om de Wereldbeker wielrennen. Titelverdediger in deze Noord-Spaanse wielerklassieker was de Duitser Udo Bölts. Aan de start stonden 187 renners, van wie er 95 de finish bereikten.

## Uitslag
| Clásica San Sebastián 1997 (234 kilometer) |                       |                            |          |
| Plaats                                     | Naam                  | Ploeg                      | Tijd     |
| Winnaar                                    | Davide Rebellin       | Française des Jeux         | 5u47'22" |
| 2                                          | Oleksandr Hontsjenkov | Roslotto-ZG Mobili         | z.t.     |
| 3                                          | Stefano Colagè        | Ceramiche Refin-Mobilvetta | z.t.     |
| 4                                          | Maurizio Fondriest    | Cofidis                    | z.t.     |
| 5                                          | Gianluca Bortolami    | Festina                    | z.t.     |
| 6                                          | Rolf Sørensen         | Rabobank                   | z.t.     |
| 7                                          | Beat Zberg            | Mercatone Uno              | z.t.     |
| 8                                          | Jens Heppner          | Team Deutsche Telekom      | z.t.     |
| 9                                          | Richard Virenque      | Festina                    | z.t.     |
| 10                                         | Giuseppe Tartaggia    | Batik-Del Monte            | z.t.     |
|                                            |                       |                            |          |
| 18                                         | Erik Dekker           | Rabobank                   | z.t.     |
| 20                                         | Frank Vandenbroucke   | Mapei                      | z.t.     |

1981 · 1982 · 1983 · 1984 · 1985 · 1986 · 1987 · 1988 · 1989 · 1990 · 1991 · 1992 · 1993 · 1994 · 1995 · 1996 · 1997 · 1998 · 1999 · 2000 · 2001 · 2002 · 2003 · 2004 · 2005 · 2006 · 2007 · 2008 · 2009 · 2010 · 2011 · 2012 · 2013 · 2014 · 2015 · 2016 · 2017 · 2018 · 2019 · 2020 · 2021 · 2022 · 2023 · 2024